# Emerson Alcântara
Emerson Ricardo Alcântara (Cândido Mota, 27 de agosto de 1970) exfutbolista y actual entrenador de Timor Oriental

## Carrera
Emerson Ricardo dos Santos Alcântara, nace en Cândido Mota, São Paulo, Brasil, actualmente se desempeña como entrenador de fútbol. A lo largo de su carrera, ha desempeñado varios roles en diferentes equipos y selecciones.

## Trayectoria
- Vanuatu U17: Desde el 13 de noviembre de 2022, Emerson Alcântara ha estado trabajando como entrenador de la selección sub-17 de Vanuatu. Su contrato se extiende hasta el 31 de diciembre de 2024.Ha participado en 4 partidos amistosos, con un promedio de 1 punto por partido.

- Vanuatu U15: Además de su papel en la selección sub-17, también ha sido entrenador de la selección sub-15 de Vanuatu desde el 13 de noviembre de 2022 hasta el 31 de diciembre de 2024, dirigiendo 1 partido amistoso.

Otros destinos: Antes de su trabajo en Vanuatu, Emerson Alcântara ha tenido una carrera diversa como entrenador en varios equipos:
- Penapolense: Entrenador durante la temporada 20/21, pero su mandato fue breve.

- Yangon United: En la temporada 15/16, dirigió al equipo en 1 partido, con un promedio de 3 puntos por partido.
- Manawmye FC: Entre las temporadas 13/14, fue entrenador de este equipo.
- Timor-Leste U23: Durante las temporadas 12/13, tuvo un papel como entrenador de la selección sub-23 de Timor-Leste.
- Timor-Leste: También fue entrenador de la selección absoluta de Timor-Leste durante las temporadas 12/13.

Otros equipos: Ha tenido experiencias como entrenador en equipos como Osvaldo-SP, Olímpia-SP, XV Piracicaba e Ipanema-AL1.

### Como futbolista
| Club                           | País     | Año         |
| ------------------------------ | -------- | ----------- |
| Esporte Clube Paraguaçuense    | Brasil   | 1991        |
| Criciúma Esporte Clube         | Brasil   | 1992 - 1993 |
| Clube de Futebol Os Belenenses | Portugal | 1995 - 1996 |

### Como entrenador
| Club                                         | País              | Año         |
| -------------------------------------------- | ----------------- | ----------- |
| Ipanema Atlético Clube                       | Brasil            | 2005        |
| Esporte Clube XV de Novembro                 | Brasil            | 2009        |
| North East Stars                             | Trinidad y Tobago | 2011 - 2012 |
| Selección de fútbol de Timor Oriental        | Timor Oriental    | 2012 - 2013 |
| Selección de fútbol sub-23 de Timor Oriental | Timor Oriental    | 2013        |
| Yangon United FC                             | Birmania          | 2014 - 2016 |
| Lonestar Kashmir FC                          | India             | 2018 - 2019 |
| RoundGlass Punjab FC                         | India             | 2020 - 2021 |
| Burgan SC                                    | India             | 2022        |
| Selección de fútbol de Vanuatu               | Vanuatu           | 2022        |
| Selección de fútbol sub-17 de Vanuatu        | Vanuatu           | 2022 - 2023 |
| Selección de fútbol sub-23 de Vanuatu        | Vanuatu           | 2022        |
| Selección de fútbol de Vanuatu               | Vanuatu           | 2023 - 2024 |
| Selección de fútbol sub-20 de Vanuatu        | Vanuatu           | 2024 - 2025 |